# Озерки (Фатежский район)
Озерки — деревня в Фатежском районе Курской области России. Входит в состав Верхнехотемльского сельсовета.

## География
Деревня находится в северной части Курской области, в пределах Дмитриевско-Курской гряды, в лесостепной зоне, на левом берегу ручья Грязного, на расстоянии примерно 9 километров (по прямой) к юго-юго-западу от города Фатежа, административного центра района. Абсолютная высота — 214 метров над уровнем моря.

### Климат
Климат характеризуется как умеренно континентальный, с тёплым летом и умеренно холодной зимой. Среднегодовая температура — 4,9 °C. Средняя температура воздуха самого тёплого месяца (июля) — 16 — 20 °C (абсолютный максимум — 40 °C); самого холодного (января) — −12 — −5 °C (абсолютный минимум — −37 °C). Продолжительность безморозного периода составляет в среднем 151 день. Вегетационный период длится около 182 дней. Среднегодовое количество атмосферных осадков составляет 582 мм, из которых 460 мм выпадает в период с апреля по октябрь. Снежный покров держится в течение 139 дней.

### Часовой пояс
Деревня Озерки, как и вся Курская область, находится в часовой зоне МСК (московское время). Смещение применяемого времени относительно UTC составляет +3:00.

## Население
| 1979 | 2002 | 2010 |
| ---- | ---- | ---- |
| 85   | ↘14  | ↘10  |

### Половой состав
По данным Всероссийской переписи населения 2010 года в половой структуре населения мужчины составляли 40 %, женщины — соответственно 60 %.

### Национальный состав
Согласно результатам переписи 2002 года, в национальной структуре населения русские составляли 100 %.

## Инфраструктура
Личное подсобное хозяйство. В деревне 14 домов.

## Транспорт
Озерки находится в 4,5 км от автодороги федерального значения М2 «Крым» (Москва — Тула — Орёл — Курск — Белгород — граница с Украиной) как часть европейского маршрута E105, в 31 км от автодороги регионального значения 38К-018 (Курск — Поныри), в 5,5 км от автодороги 38К-039 (Фатеж — 38К-018), в 3 км от автодороги межмуниципального значения 38Н-181 (М-2 «Крым» – Верхний Хотемль), в 35 км от ближайшего ж/д остановочного пункта 521 км (линия Орёл — Курск).
В 160 км от аэропорта имени В. Г. Шухова (недалеко от Белгорода).